# Otakar Mareček
Otakar Mareček, född den 14 juni 1943 i Prag i Tjeckien, död 25 januari 2020, var en tjeckoslovakisk roddare.
Han tog OS-brons i fyra utan styrman i samband med de olympiska roddtävlingarna 1972 i München.